# Eupithecia inconstans
Eupithecia inconstans là một loài bướm đêm trong họ Geometridae.